# プログレスM1-8
プログレスM1-8（Progress M1-8）は2002年3月21日に打ち上げられたプログレス補給船。国際宇宙ステーション(ISS)への補給活動に使用され、バージョンはProgress-M1 11F615A55、シリアル番号は257。NASAによる名称はプログレス7（Progress 7 略称: 7P）。

## 飛行記録
2002年3月21日20時13分39秒（GMT、以下同）、バイコヌール宇宙基地のSite 1/5からソユーズ-Uロケットによって打ち上げられた。3月24日20時57分56秒ズヴェズダモジュールにドッキングし、ISSに食料・水・酸素・科学研究を行うための装置などを補給した。
約3か月後の6月25日8時26分30秒にドッキングを解除し、プログレスM-46のためにポートを空けた。同日11時35分00秒に軌道を離脱して太平洋上空で大気圏再突入を果たし、燃え尽きなかった機体の一部はおよそ12時26分52秒に海上に落下した。